# Rhodesiana
Rhodesiana is een geslacht van rechtvleugeligen uit de familie veldsprinkhanen (Acrididae). De wetenschappelijke naam van dit geslacht is voor het eerst geldig gepubliceerd in 1959 door Dirsh.

## Soorten
Het geslacht Rhodesiana omvat de volgende soorten:
- Rhodesiana cuneicerca Johnsen, 1982
- Rhodesiana maculata Dirsh, 1959